# Fundação Cearense de Meteorologia e Recursos Hídricos
A Fundação Cearense de Meteorologia e Recursos Hídricos - FUNCEME é uma fundação de pesquisa brasileira mantida pelo governo do estado do Ceará. Existe desde 1974 e desenvolve estudos sobre a meteorologia e os recursos hídricos do estado. Sua sede está localizada em Fortaleza. Desenvolve, ainda, subsídio ao planejamento, implementação e desenvolvimento de políticas públicas e de ações da iniciativa privada que necessitem de suporte nas informações sobre clima, hidrologia e meio ambiente.